# Quảng trường République
| Place de la République      | Place de la République |
| --------------------------- | ---------------------- |
|                             |                        |
| Quận                        | Quận 3, 10, 11         |
| Chiều dài                   | 283 m                  |
| Chiều rộng                  | 119 m                  |
| Đặt tên                     | 7 tháng 5 năm 1879     |
|                             |                        |
|                             |                        |
| Tượng đài giữa quảng trường |                        |

Quảng trường République (tiếng Pháp: Place de la République, tiếng việt: Quảng trường Cộng Hoà) nằm gần trung tâm thành phố Paris, điểm giao của ba quận: 3, 10, 11. Đây là một trong những quảng trường lớn của thành phố (đứng sau Quảng trường Concorde).
Trong tạp ký "Pháp du hành trình nhật ký" của nhà báo Phạm Quỳnh đã có chú giải nhầm lẫn đáng tiếc với "Place de la Concorde" (cách đây chừng 3,5 km đường đi bộ). 
| Métro Paris | Bến tàu điện ngầm: République |

## Quảng trường République
Quảng trường Cộng Hòa hình chữ nhật, dài 283 mét và rộng 119 mét. Là điểm gặp nhau của chín con đường, trong đó có các đại lộ lớn như Magenta, République, quảng trường có vai trò giao thông quan trọng. Bến giao thông công cộng ở đây cũng là một trạm tàu điện ngầm lớn.
Quảng trường Cộng Hòa được trồng nhiều cây xanh, giữa quảng trường là bức tượng vinh danh nền cộng hòa, tay cầm nhánh ô liu. Phía dưới bức tượng lớn còn có ba bức nhỏ hơn vây quanh, tượng trưng cho Tự do, Bình đẳng và Bác ái. Quảng trường cũng là một khu phố tấp nập với các cửa hàng, hiệu ăn nhanh xung quanh.

## Lịch sử
Vị trí của quảng trường Cộng Hòa trước đây là pháo đài cửa ô Temple thuộc bức tường thành của vua Charles V từ thế kỷ 14. Giống với một số quảng trường khác của Paris như Nation, Italie... bức tường Thuế quan (Fermiers généraux) được xây dựng từ năm 1785 để kiểm soát hàng hóa vào Paris đi qua đây. Năm 1811, kỹ sư Pierre-Simon Girard cho trang trí một đài phun nước được gọi là Château-d'Eau, có nghĩa tháp nước.
Tới thời Đệ nhị đế chế, Paris được cải tạo lại, một vài con đường được quy hoạch về quảng trường République: đại lộ Magenta, Amandiers - ngày nay là đại lộ République - và đại lộ Prince-Eugène, ngày nay mang tên Voltaire. Một phần lớn các nhà hát của đại lộ Temple bị phá bỏ.
Năm 1866, Gabriel Davioud, kiến trúc sư của thành phố cho xây dựng các của hàng ở phía Bắc quảng trường. Tới năm 1867, Gabriel Davioud lại cho trang trí thêm một đài phun nước mang hình các con sư tử bằng đồng. Tới năm 1879, một cuộc thi tìm kiếm tác phẩm vinh danh nền cộng hòa được tổ chức. Hai em Léopold Morice và Charles Morice thắng cuộc. Bức tượng do Léopold thiết kế, chân tượng đài là của Charles. Còn các phù điêu phía dưới là của nhà điêu khắc Léopold Morice. Lần đầu tiên tác phẩm được làm bằng thạch cao, nhân dịp 14 tháng 7 năm 1880. Tới 14 tháng 7 năm 1883, bức phù điêu thạch cao được thay bằng chất liệu đồng.

## Giao thông
Quảng trường Cộng Hòa là một điểm giao thông quan trọng. Trạm tàu điện ngầm ở đây cũng mang tên République, có các tuyến số 3, 5, 8, 9 và 11. Trên quảng trường còn có trạm xe buýt các tuyến số 20, 56, 65, 75. Buýt đêm Noctilien có đến 6 tuyến đi qua quảng trường: N01, N02, N12, N23, N141 và N142.
Quảng trường Cộng Hòa là điểm gặp nhau các con đường:
- Đại lộ Magenta
- Phố Léon-Jouhaux
- Phố du Faubourg du Temple
- Đại lộ République
- Đại lộ Voltaire
- Đại lộ du Temple
- Phố du Temple
- Đại lộ Saint-Martin
- Phố René Boulanger